# Ożarów Mazowiecki
Ożarów Mazowiecki ist die Kreisstadt des Powiat Warszawski Zachodni der Woiwodschaft Masowien in Polen. Sie ist Sitz der gleichnamigen Stadt-und-Land-Gemeinde mit 26.151 Einwohnern (Stand 31. Dezember 2020).

## Geographie
Der Ort liegt etwa 20 km westlich von Warschau an der Bahnstrecke Warszawa–Poznań und an der DK92 von Frankfurt (Oder)/Rzepin nach Warschau. Zudem beginnt hier die Südumgehung S2 der Hauptstadt.

## Geschichte
Die Gegend mit fruchtbarer Erde wurde bereits im 9. Jahrhundert besiedelt, die Stadt aber erst 1967 an Stelle des vorherigen Ozarów-Franciszków gegründet.
Nach den ersten Aufzeichnungen aus der Zeit Kasimirs des Großen gehörte man auch der im 14. Jahrhundert gegründeten Wappengemeinschaft Rawicz an.

## Gemeinde
Zur Stadt-und-Land-Gemeinde (gmina miejsko-wiejska) Ożarów Mazowiecki gehören die Stadt selbst und 25 Dörfer mit Schulzenämtern.

## Persönlichkeiten
- Józef Jankowski (1910–1941), Priester.